# Халид ибн Урфута
Халид ибн Урфута (арапски: خالد بن عرفطة‎) био је војни заповедник током раних муслиманских освајања Персије. Заузео је Валашабад, Вех Антиок Хозроје (Ел Румија) и Вех Арандашир за рачун Рашидунског калифата.